# Tobias Busch
Tobias Busch (geboren am 15. Mai 1988 in Stralsund) ist ein deutscher Speedway-Fahrer.
Busch ist in diversen nationalen Speedway-Ligen und international als Einsatzfahrer aktiv. Er trat an in der polnischen Speedway Ekstraliga, der dänischen Superliga, der deutschen Speedway-Bundesliga und der britischen Speedway Elite League.

## Teilnahme an Nationalen Meisterschaften
- 2009: Speedway-Bundesliga für MC Güstrow
- 2010: Speedway-Bundesliga für MC Nordstern Stralsund, in Polen für Unia Tarnów, in Dänemark für Esbjerg Motorsport
- 2011–2015: Speedway-Bundesliga für MC Nordstern Stralsund, Polnische Liga für KSM Krosno
- 2016–2018: Teamfahrer in der englischen Premier League für die Redcar Bears

## Teilnahme an Internationalen Meisterschaften
- 2007: Speedway-U19-EM, Speedway-U21-Team-WM für Team Deutschland
- 2008: Speedway-Paar-EM für Team Deutschland
- 2009: Speedway-EM, Speedway-U21-WM
- 2010: Speedway-WM, Speedway-EM
- 2011: Speedway-EM, Speedway-World-Cup für Team Deutschland
- 2012: Speedway-WM, Speedway-EM, Speedway-Paar-EM für Team Deutschland, Speedway-DM
- 2013: Speedway-EM

## Erfolge
- 2007: Deutscher Juniorenmeister
- 2012: Platz 8 im Finale der EM
- 2014: 4. Platz Paar bei der Europameisterschaft, Deutscher Vizemeister Paar für den MC Nordstern Stralsund
- 2015: Deutscher Mannschaftsmeister mit dem MC Nordstern Stralsund, 4. Platz Best Pairs in Güstrow für Team Deutschland, 3. Platz Deutsche Meisterschaft in Wolfslake, 4. Platz Polnische 2. Liga mit KSM Krosno, Gewinner Fritz-Surbier-Pokal in Güstrow
- 2016: 1. Platz beim Pott von Stralsund
- 2017: 6. Platz beim internationalen Eisspeedway in Steingaden, 9. Platz bei der Eisspeedway-EM in Ufa, 4. Platz bei der Eisspeedway-DM in Berlin, 3. Platz bei der Deutschen Meisterschaft in Olching
- 2018: 9. Platz bei der Eisspeedway-EM in Vyatskiye Polyan, 4. Platz bei der Eisspeedway-DM in Berlin
- 2019: 6. Platz bei der Deutschen Eisspeedwaymeisterschaft, 2. Osterpokal in Güstrow